# جراند فانك ريل رود (فريق روك)

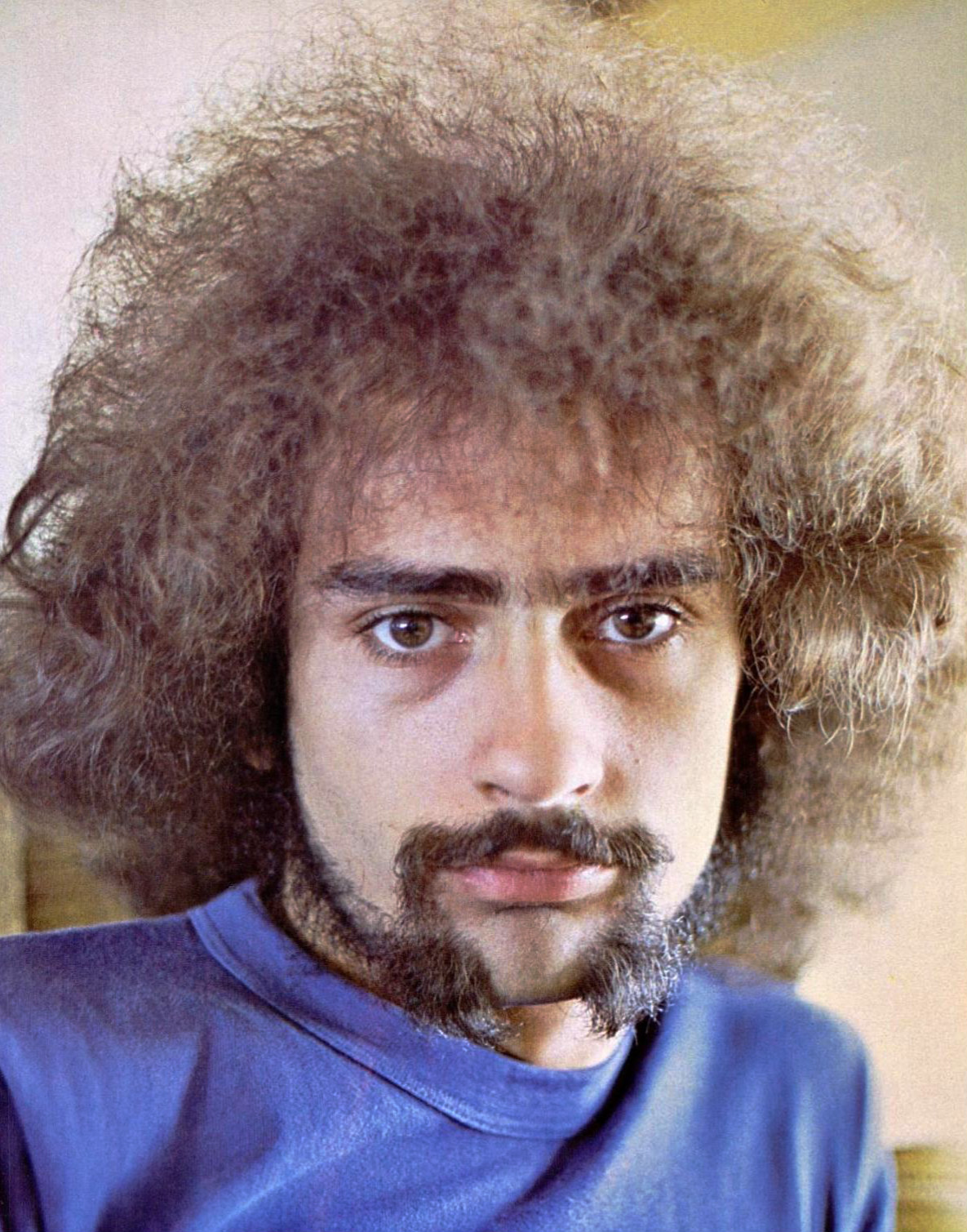
ميل شاشر (باس جيتار)

جراند فانك ريل رود (بالإنجليزية: Grand Funk Railroad) فريق روك أمريكي حقق ذروة شعبيته خلال السبعينيات. اشتهر الفريق بأسلوب الروك الذي يرضي الجمهور، وقد تجول الفريق على نطاق واسع وعزف في ساحات مزدحمة في جميع أنحاء العالم، وحظى بتقدير جيد من الجمهور على الرغم من الافتقار النسبي إلى الإشادة من النقاد. اسم الفريق مستوحى من الفرع الرئيسي لقطارات الغرب، وهو خط السكة الحديدية الذي يمر عبر بلدة فلينت، ميشيغان، مسقط رأس الفريق.

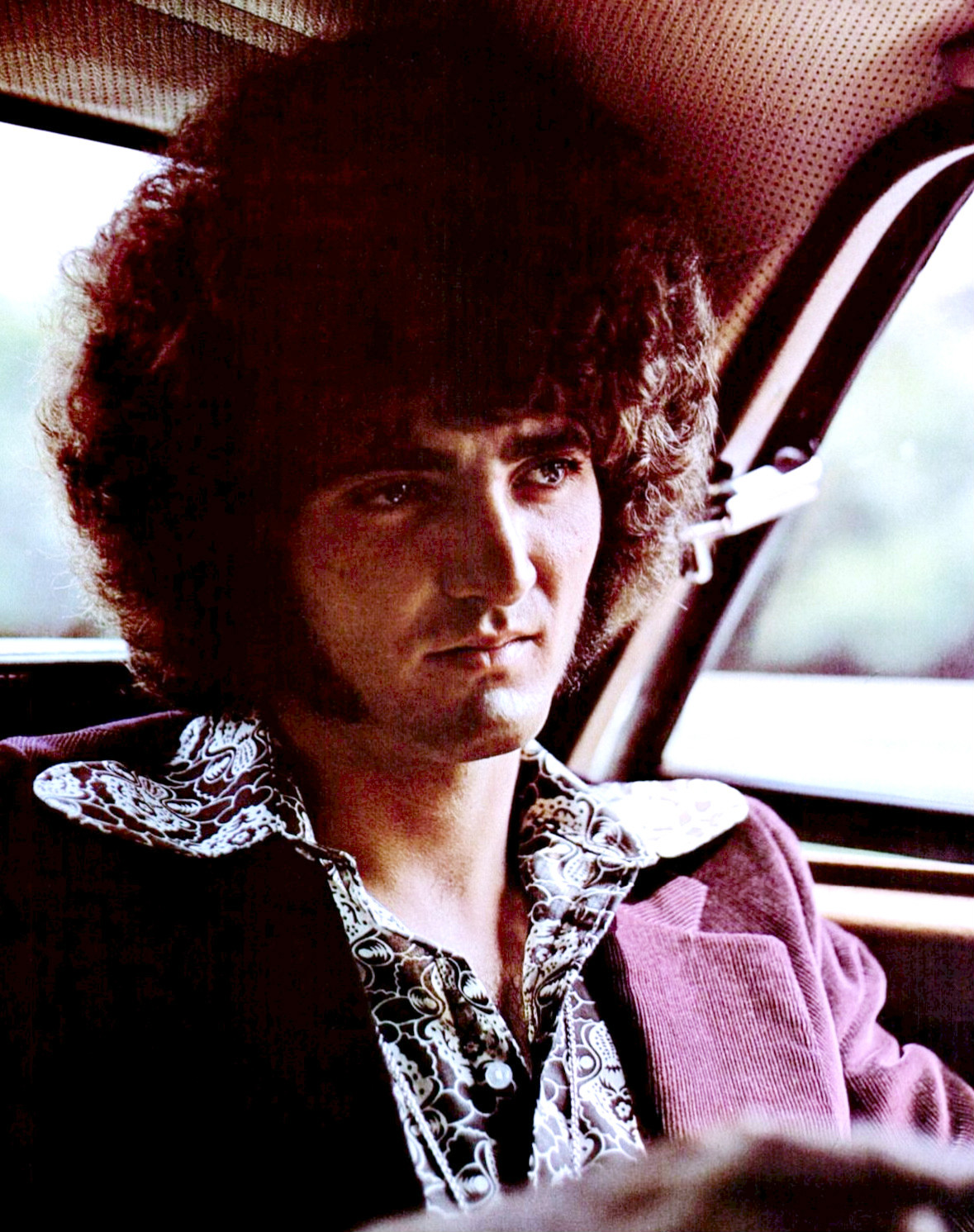
دون بروير (طبول، وغناء)

## تاريخ الفريق
تشكل الفريق كثلاثي في عام 1969 على يد مارك فارنر (عازف الجيتار، ولوحات المفاتيح، والهارمونيكا، والغناء) ودون بروير (طبول، وغناء) القادم من فريق روك الجراج «تيري نايت آند ذا باك»، وميل شاشر (باس) القادم من فريق روك الجراج «علامة السؤال والميستيريون». سرعان ما أصبح تيري نايت مدير أعمال الفريق وأطلق عليه اسمه المميز المأخوذ من خط سكة حديد مشهور في ميشيغان. وصل الفريق أسماع الجمهور في عام 1969 أثناء مهرجان أتلانتا الدولي للبوب، ووقع الفريق عقد للتسجيلات مع شركة كابيتول ريكوردز. طلب منظمو مهرجان أتلانتا الدولي للبوب عام 1970 من الفريق العزف بناءاً على طلب الجماهير.
أصدر الفريق ألبومه الأول عام 1969 تحت عنوان «في الوقت المناسب On Time» والذي بيع منه أكثر من مليون نسخة وحصل على الرقم القياسي الذهبي في عام 1970. وفي فبراير 1970، حصل الألبوم الثاني «جراند فانك Grand Funk» أو الألبوم الأحمر على المركز الذهبي. وعلى الرغم من التقلبات النقدية وقلة البث، إلا أن الألبومات الستة الأولى للفريق (خمسة إصدارات استوديو وألبوم حي واحد) كانت ناجحة تمامًا.

## نهاية الفريق

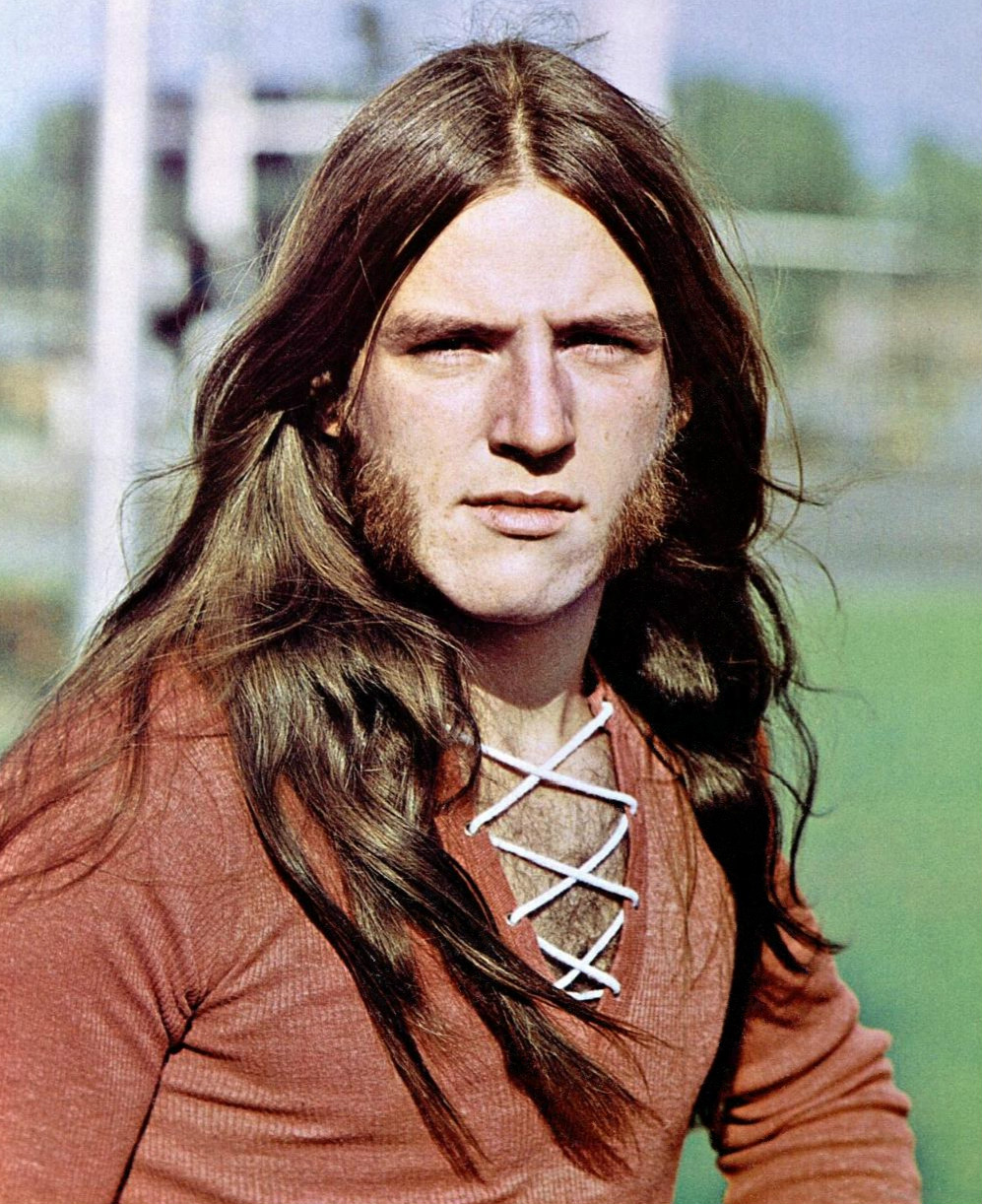
مارك فارنر (عازف الجيتار، ولوحات المفاتيح، والهارمونيكا، والغناء)

قام الفريق بجولة في عامي 1981 و 1982 حيث انضم إليهم ريك بيكر للعزف على لوحات المفاتيح. لكن المبيعات المتواضعة لألبوماتهم الحية وموت «كافيليير» مدير الفريق عام 1982 تسبب في تفكك الفريق للمرة الثانية في أوائل عام 1983، بعد فترة وجيزة من صدور ألبومهم "ما هو الفانك؟".

## ألبومات الاستوديو
في الوقت المناسب (1969) On Time 
جراند فانك (1969) Grand Funk 
أقرب إلى المنزل (1970) Closer to Home 
البقاء على قيد الحياة (1971) Survival 
إي بلوريبوس فونك (1971) E Pluribus Funk 
فينيكس (1972) Phoenix 
نحن فريق أمريكي (1973) We're an American Band 
ساطع (1974) Shinin' On 
احذروا يا كل فتيات العالم (1974) All the Girls in the World Beware 
ولد ليموت (1976) Born to Die 
غناء جيد، لعب جيد (1976) Good Singin', Good Playin 
غراند فانك حي (1981) Grand Funk Lives 
ما هو الفانك؟ (1983) What's Funk 

## وصلات خارجية
https://www.grandfunkrailroad.com/ جراند فانك ريل رود (فريق روك)
https://yuzu-melodies.fr/ جراند فانك ريل رود (فريق روك)
https://web.archive.org/web/20080915113555/http://www.vintagerock.com/gfr_interview_2001.aspx جراند فانك ريل رود (فريق روك)